# Bikaner (Staat)
Bikaner (Hindi: बीकानेर, Bīkāner) war einer der Fürstenstaaten der Rajputen im heutigen Rajasthan (Britisch-Indien). Rao Bika, ein nachgeborener und damit nicht erbberechtigter Sohn des Herrschers von Jodhpur aus dem Clan der Rathore-Rajputen, gründete 1465 den Fürstenstaat und 1488 die am Rande der Wüste Thar gelegene Stadt Bikaner. Raja Rai Singh wurde Vasall des Großmoguls Akbar I. Anup Singh (reg. 1669–1698) nahm den Maharaja-Titel an. Nach dem Niedergang des Mogulreiches brach Sujan Singh (reg. 1700–1735) mit dem Sultan. In der Folge lag Bikaner im ständigen Kampf mit dem Nachbarstaat Marwar. 1818 wurde Bikaner britisches Protektorat.
Ganga Singhji Bahadur (reg. 1887–1943) war Generalmajor der britisch-indischen Armee und wurde in Europa insbesondere durch das Bikaner-Kamelkorps, das im Ersten Weltkrieg für Großbritannien gegen die Türken kämpfte, bekannt. Er vertrat das Kaiserreich Indien auf der Imperial War Conference von 1917, im Kriegskabinett des Britischen Weltreichs und 1919 auf der Versailler Konferenz.
Der Staat hatte 1941 eine Fläche von 60.389 km² und 1,1 Millionen Einwohner. Er trat am 30. März 1949 der Konföderation Rajasthan bei und vollzog am 7. April 1949 formell den Anschluss an Indien. Am 1. November 1956 wurde der Fürstenstaat aufgelöst.